# جاده ئی۸۶ اروپا
جاده ئی۸۶ اروپا (به انگلیسی: European route E86) یکی از جاده‌های اصلی قاره اروپا است که در کشور یونان قرار دارد.
این جاده که از شهر کریستالوپیگی شروع شده، در شهر جفیرا به پایان می‌رسد و ۱۷۷ کیلومتر مسافت دارد.